# Сапардьєль-де-ла-Рібера
Сапардьєль-де-ла-Рібера (ісп. Zapardiel de la Ribera) — муніципалітет в Іспанії, у складі автономної спільноти Кастилія-і-Леон, у провінції Авіла. Населення — 129 осіб (2010).
Муніципалітет розташований на відстані близько 140 км на захід від Мадрида, 65 км на південний захід від Авіли.
На території муніципалітету розташовані такі населені пункти: (дані про населення за 2010 рік)
- Ла-Ангостура: 53 особи
- Сапардьєль-де-ла-Рібера: 76 осіб

## Демографія
Динаміка населення (INE ):

## Галерея зображень

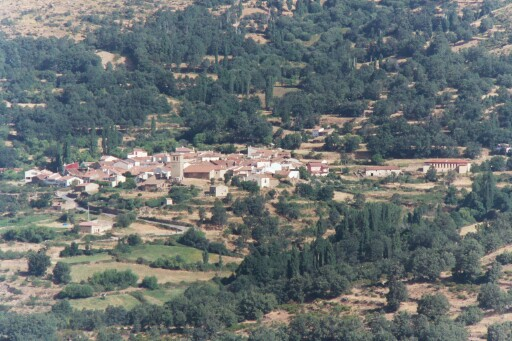
Сапардьєль-де-ла-Рібера